# 공점선

A, B, C 라인이 Y와 평행한다.

기하학에서 공점선(共點線, 영어: concurrent line)은 같은 점을 지나는 직선들을 뜻한다. 한 점을 통과하는 모든 직선의 집합을 직선의 꾸러미라고 하며, 공통 교차점을 꾸러미의 꼭짓점이라고 한다. 임의의 아핀 공간(유클리드 공간 포함)에서, 주어진 직선과 평행하는 (즉, 뻗은 방향이 같은) 직선들의 집합도 꾸러미라고 한다. 평행선들로 구성된 꾸러미의 꼭짓점은 무한 원점이며, 서로 다른 평행선 꾸러미의 꼭짓점은 서로 다른 무한 원점이다. 아핀 공간에 무한 원점들을 추가하면 사영 공간을 이룬다.